# Jean-Michel Olivier
Jean-Michel Olivier (* 18. Dezember 1952 in Nyon, Kanton Waadt) ist ein Schweizer Schriftsteller und Literaturkritiker.

## Leben
Jean-Michel Olivier wuchs in Genf auf und studierte Literatur an der Universität Genf. Er unterrichtete ab 1978 Französisch und Englisch am Collège de Saussure in Petit-Lancy. Er arbeitete für verschiedene Literaturzeitschriften und schrieb von 1987 bis 1994 Kritiken für die Tageszeitungen Tribune de Genève und La Suisse. Seit 2006 gibt er im Verlag Éditions L’Âge d’Homme die Buchreihe Poche Suisse heraus. In seinem Literaturblog Ecrivain de la comédie romande bespricht er Neuerscheinungen von Westschweizer Autoren.

## Auszeichnungen
- 2004: Prix Michel-Dentan für L’enfant secret
- 2006: Prix de l’Association vaudoise des écrivains
- 2010: Prix Interallié für L’Amour nègre

## Werke
- Lautréamont. Le texte du vampire, Lausanne 1981
- La Toilette des images, Frangy 1982
- La Chambre noire, Genf 1982
- René Feurer. L’Empire de la couleur, Lausanne 1984
- L’Homme de cendre, Lausanne 1987
- La Mémoire engloutie, Paris 1990
- Le Voyage en hiver, Lausanne 1994
- Le Dernier Mot, Lausanne 1999
- Nuit blanche, Lausanne 2001
- L’Enfant secret, Lausanne 2003
- Les Carnets de Johanna Silber, Lausanne 2005
- Vertiges de l’œil, Grand-Saconnex 2005
- La Vie mécène, Lausanne 2007
- Notre Dame du Fort-Barreau, Lausanne 2008
- L’Amour nègre, Paris 2010
- Après l’orgie, Paris/Lausanne 2012
- L’Ami barbare, Paris/Lausanne 2014
- Passion noire, Lausanne 2017
- Éloge des fantômes, Lausanne 2019
- Lucie d’enfer, Paris 2020